# Porosidad efectiva
La porosidad efectiva se considera más comúnmente para representar la porosidad de una roca o sedimento disponible para contribuir al flujo de fluido a través de la roca o sedimento, o a menudo en términos de "flujo a un pozo". La porosidad que no se considera "porosidad efectiva" incluye agua unida a partículas de arcilla (conocida como agua ligada) y porosidad "vuggy" aislada (vugs no conectados a otros poros). La porosidad efectiva es de gran importancia al considerar la idoneidad de rocas o sedimentos como depósitos de petróleo o gas, o como acuíferos. 
El término carece de una definición simple o directa. Incluso algunos de los términos utilizados en su descripción matemática ({\displaystyle V_{cl}} y {\displaystyle V_{sh}}) tienen múltiples definiciones. 

## Antecedentes para múltiples definiciones

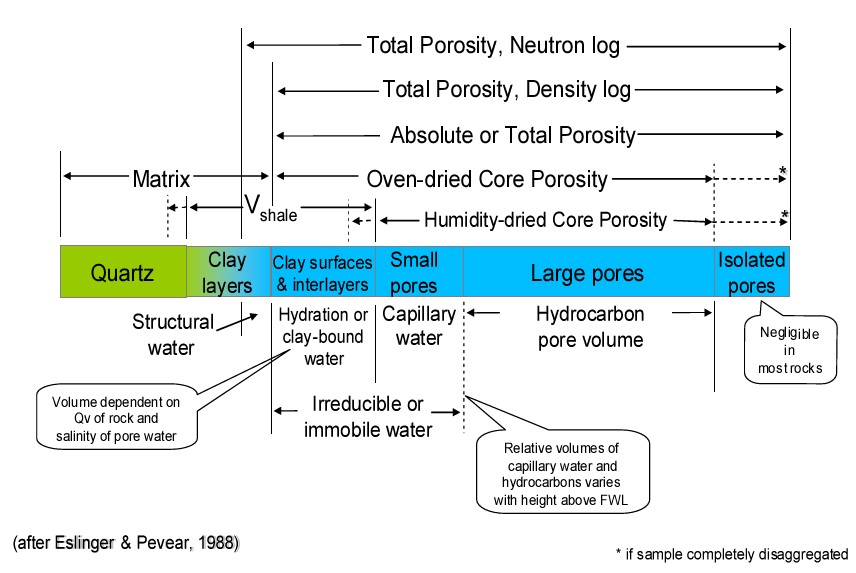
Los componentes del volumen bruto de roca (a granel) como una tira. Los componentes individuales no están a escala. Por ejemplo, la porosidad y el volumen de los poros se sobre enfatizan con fines ilustrativos.

### Cuarzo
El "cuarzo" (más acertadamente denominado "minerales no arcillosos") forma parte de la matriz, o en términos de análisis central, parte del volumen del grano. 

### Capas de arcilla
Las "capas de arcilla" son arcilla seca (Vcl) que también forman parte del volumen de grano. Si una muestra de núcleo se seca en un horno seco normal (atmósfera no humidificada), las capas de arcilla y el cuarzo juntas forman el volumen de grano, y todos los demás componentes constituyen el análisis de núcleo "porosidad total". Esta porosidad total del núcleo generalmente será equivalente a la porosidad total derivada del registro de densidad cuando se usan valores representativos para la densidad de la matriz y del fluido. 
Las capas de arcilla contienen  grupos OH− (a menudo denominados "agua estructural"). Esta agua estructural nunca es parte del volumen de poros. Sin embargo, dado que los registros de neutrones detectan H (hidrógeno) y todo el hidrógeno detectado se asigna como espacio poroso, entonces los registros de neutrones sobreestimarán la porosidad en las rocas arcillosas al detectar OH− como parte del espacio poroso. 

### Superficies de arcilla y capas intermedias
Las “superficies y capas intermedias de arcilla” comprenden agua unida electroquímicamente (agua unida a arcilla o CBW, del inglés clay-bound water) que varía en volumen de acuerdo con el tipo de arcilla y la salinidad del agua de formación. La definición más común de porosidad efectiva para areniscas excluye CBW como parte de la porosidad, mientras que CBW se incluye como parte de la porosidad total. Es decir: 
{\displaystyle {\text{Porosidad efectiva}}={\text{Porosidad Total}}-{\text{CBW}}}
Para evaluar la porosidad efectiva, las muestras se secan a 40-45% de humedad relativa y 60 °C. Esto significa que se pueden retener una o dos capas moleculares de CBW, y se puede medir una forma de "porosidad efectiva" en las muestras. Sin embargo, el CBW retenido por los tapones de núcleo secados con humedad no es necesariamente representativo del CBW en la formación en condiciones de depósito. Esta falta de representación del depósito ocurre no solo porque el CBW tiende a un valor mínimo en núcleos secados con humedad en las condiciones especificadas sino también porque la cantidad de CBW en las condiciones del depósito varía con la salinidad del agua de formación en el poro "efectivo" espacio. Los núcleos secados con humedad no tienen agua en el espacio de poro "efectivo" y, por lo tanto, nunca pueden representar realmente la condición del depósito CBW. Una complicación adicional puede surgir en que el secado de la humedad de los núcleos a veces puede dejar agua de condensación en microporos libres de arcilla.
La derivación logarítmica de la porosidad efectiva incluye CBW como parte del volumen de lutita (Vsh). El  Vsh es mayor que el volumen de Vcl no solo porque incorpora CBW, sino también porque Vsh incluye granos de cuarzo (y otros minerales) de tamaño de arcilla, y no solo arcilla pura. 

### Poros pequeños
Los "poros pequeños" contienen agua capilar que es diferente del CBW en que está físicamente (no electroquímicamente) unida a la roca (por fuerzas capilares). El agua capilar generalmente forma parte del espacio efectivo de poros para el análisis de troncos y núcleos. Sin embargo, el espacio microporoso de los poros asociado con las lutitas (donde el agua es retenida por las fuerzas capilares y, por lo tanto, no es cierto CBW) generalmente se estima como parte del Vsh por los registros y, por lo tanto, no se incluye como parte de la porosidad efectiva. El agua total asociada con las lutitas se denomina más apropiadamente “agua de lutitas”, que tiene un valor mayor que el CBW. Si secamos con humedad las muestras de núcleo, (algunas de) las CBW unidas electroquímicamente se retendrían, pero ninguna de las aguas microporosas unidas a los capilares. Por lo tanto, aunque la cifra infiere que un núcleo secado con humedad podría producir una porosidad efectiva similar a la porosidad efectiva de un análisis logarítmico, la porosidad efectiva del núcleo generalmente será mayor. Tradicionalmente, el CBW verdadero no se ha medido directamente ni en núcleos ni en registros, aunque la medición de RMN es prometedora.
A una altura dada por encima del nivel de agua libre, el agua capilar se vuelve "irreducible". Esta agua capilar forma la saturación de agua irreducible (Swi, del inglés irreducible water saturation) con respecto a la porosidad efectiva (a pesar de la inclusión de agua microporosa como Vsh durante el análisis logarítmico) mientras que para la porosidad total, el CBW y el agua capilar combinados forman el "Swi". 

### Poros grandes
Los "poros grandes" contienen hidrocarburos (en una formación que contiene hidrocarburos). Por encima de la zona de transición, solo fluirán hidrocarburos. La porosidad efectiva (con referencia a la figura a continuación) se puede clasificar solo como los espacios de poros grandes llenos de hidrocarburos por encima de la zona de transición.
Como anécdota, el espacio de poro efectivo se ha equiparado al volumen de poro de hidrocarburo desplazable. En este contexto, si la saturación residual de hidrocarburos se calculara al 20%, entonces solo el 80% de los poros llenos de hidrocarburos en la figura constituirían un espacio poroso efectivo. 

### Poros aislados
Los "poros aislados" en los clastos, y la mayoría de los carbonatos, contribuyen de manera insignificante a la porosidad, con excepciones. En algunos carbonatos, por ejemplo, las pruebas de organismos microscópicos pueden calcificarse para crear un espacio de poro intra-particular aislado significativo que no está conectado al espacio de poro inter-particular disponible para el almacenamiento y flujo de hidrocarburos. En tales casos, el análisis central solo registrará el espacio de poros inter-particular, o "porosidad efectiva", mientras que los registros de densidad y neutrones registrarán el espacio total de poros. Solo al aplastar la roca puede el análisis del núcleo producir la porosidad total vista por los troncos. La definición tradicional de la Ingeniería del petróleo y el análisis central de la porosidad efectiva es la suma del espacio poroso interconectado, es decir, excluyendo los poros aislados. Por lo tanto, en la práctica, para la gran mayoría de las rocas sedimentarias, esta definición de porosidad efectiva equivale a la porosidad total. 

## Resumen de términos

Resumen de término

Porosidad total
El volumen de la roca del depósito que está lleno de fluido (petróleo, agua, gas), expresado como un porcentaje o una fracción del volumen bruto (a granel) de la roca.
Porosidad efectiva {\displaystyle \phi _{e1}}
La suma de todos los poros interconectados. En la gran mayoría de los casos, este análisis central y la definición de Ingeniería del Petróleo de la porosidad efectiva equivale a la porosidad total.
Porosidad efectiva {\displaystyle \phi _{e2}}
La porosidad efectiva medida en muestras de núcleo que se secan en un horno de humedad para que las arcillas retengan una o dos capas moleculares de agua unida; sin embargo, este CBW tiende a un mínimo y probablemente no sea representativo del depósito.
Porosidad efectiva {\displaystyle \phi _{e3}}
Porosidad total menos agua ligada a arcilla (CBW).
Porosidad efectiva {\displaystyle \phi _{e4}}
Registre la porosidad efectiva. En esencia, la porosidad total menos el agua de esquisto, donde los minerales sólidos y el volumen de esquisto (Vsh) constituyen la matriz (porosidad no efectiva) y el volumen restante constituye la porosidad efectiva. Para fines prácticos, Vsh incluye arcillas sólidas y la fracción del tamaño de arcilla y limo de minerales no arcillosos más CBW y agua capilar asociada a microporos de esquisto bituminoso.
Porosidad efectiva {\displaystyle \phi _{e5}}
En un depósito que contiene hidrocarburos sobre la zona de transición, solo ese espacio de poros que está lleno de hidrocarburos. Desde el registro de RMN, esto equivale al índice de fluido libre (FFI), en otras palabras, todo el espacio de poros por encima del límite de T2.
La determinación efectiva de la porosidad y la microporosidad se puede determinar a partir de la distribución de RMN T2, así como a partir de la curva de presión capilar. La distribución acumulativa para la muestra completamente saturada se compara con la distribución acumulativa después de centrifugar a 100 psi. El tiempo de corte que separa la distribución de T2 en macro porosidad y microporosidad se define como el tiempo de relajación en el punto donde la porosidad acumulativa de la muestra completamente saturada es igual a la saturación irreducible de agua.
Porosidad efectiva {\displaystyle \phi _{e6}}
El volumen del espacio poroso que contiene solo hidrocarburos producibles.
Agua ligada a la arcilla (CBW)
La cantidad de agua ligada a la arcilla se determina mediante la siguiente ecuación 
{\displaystyle {\text{CBW}}=\phi _{t}\cdot {\text{SF}}\cdot {\text{Qv}}} 
dónde {\displaystyle \phi _{t}} es porosidad total {\displaystyle {\text{SF}}} es el factor de salinidad
y {\displaystyle {\text{Qv}}} es la capacidad de intercambio de cationes, espacio de poro meq / ml
Factor de salinidad (SF)
{\displaystyle 0.6425\cdot S^{-0.5}+0.22}
donde S es la salinidad en g/l,

## Ejemplos
Un ejemplo dramático de una discrepancia de porosidad efectiva central frente a la discrepancia de porosidad efectiva de registro proviene de algunos yacimientos de Greensand en Australia Occidental. Las arenas verdes son verdes debido a la glauconita que contiene hierro, que generalmente se reconoce como ilita/mica o arcilla de ilita- esmectita de capa mixta por difracción de rayos X. La glauconita per se incorporará agua unida electroquímicamente (CBW) debido a los tipos de arcilla. Sin embargo, lo que es más importante para la consideración de una porosidad efectiva, los granos de glauconita (parte del Vsh) tienen un espacio microporoso intra-particular que retiene el agua capilar. La glauconita puede constituir un gran porcentaje de la roca del reservorio y, por lo tanto, el espacio poroso intra-particular asociado puede ser significativo. Las porosidades efectivas de registro calculadas al 25% en algunos depósitos de Greensand han producido porosidades efectivas de análisis del núcleo del 35% a profundidades equivalentes. La diferencia es la microporosidad glauconítica que contiene agua en condiciones de reservorio y se incluye como parte de la Vsh (porosidad no efectiva) por análisis de registro. Sin embargo, la microporosidad glauconítica se mide como parte de la porosidad efectiva en los tapones centrales, incluso si se secan con humedad. 
Las arenas verdes pueden causar diversos grados de dificultad para el análisis de registros de porosidad.  Los radicales OH− afectan los registros de neutrones; el componente de hierro es problemático y se debe considerar la hidratación variable de la arcilla para la interpretación del registro de densidad. El componente de hierro afecta los registros de RMN y la arcilla afecta el registro sónico. Por lo tanto, es esencial tener un núcleo, o al menos una buena comprensión de la geología, antes de invocar relaciones de porosidad total versus efectiva. 